# Global Wars (2014)
Global Wars (2014) foi um ipay-per-view de luta livre profissional co-produzido pela New Japan Pro Wrestling e Ring of Honor, que ocorreu no dia 10 de maio de 2014 no Ted Reeve Arena na cidade de Toronto, Ontário, Canadá. Esta foi a terceira edição da cronologia do Border/Global Wars.

## Antes do evento
Global Wars teve lutas de wrestling profissional envolvendo diferentes lutadores com rivalidades e storylines pré-determinadas que se desenvolveram no Ring of Honor Wrestling — programa de televisão da Ring of Honor (ROH). Os lutadores interpretaram um vilão ou um mocinho seguindo uma série de eventos para gerar tensão, culminando em várias lutas.

## Resultados
| Nº                                          | Resultados | Estipulações                                                           | Tempo |
| ------------------------------------------- | --- | ---------------------------------------------------------------------- | ----- |
| Pré- show                                   | TaDarius Thomas (com Jimmy Jacobs) derrotou The Romantic Touch                                                                                            | Luta individual                                                        | N/A   |
| 1                                           | Mike Bennett (com Maria Kanellis) derrotou ACH | Luta individual                                                        | 7:51  |
| 2                                           | Michael Elgin derrotou Takaaki Watanabe | Luta individual                                                        | 6:40  |
| 3                                           | The Briscoes (Jay Briscoe e Mark Briscoe) derrotou The Decade (B.J. Whitmer e Jimmy Jacobs) (com TaDarius Thomas) e reDRagon (Bobby Fish e Kyle O'Reilly) | Luta de três duplas                                                    | 7:35  |
| 4                                           | Cedric Alexander derrotou Roderick Strong | Luta individual; The Decade estava banida do entorno do ringue.        | 14:20 |
| 5                                           | The Young Bucks (Matt Jackson e Nick Jackson) (c) derrotou Forever Hooligans (Alex Koslov e Rocky Romero) e Time Splitters (Alex Shelley e Kushida)       | Luta de três duplas pelo IWGP Junior Heavyweight Tag Team Championship | 12:38 |
| 6                                           | Hiroshi Tanahashi e Jushin Thunder Liger derrotaram Chaos (Jado e Shinsuke Nakamura)                                                                      | Luta de duplas                                                         | 11:28 |
| 7                                           | Jay Lethal (c) (com Truth Martini) derrotou Matt Taven, Silas Young e Tommaso Ciampa                                                                      | Luta four corner survival pelo ROH World Television Championship       | 7:25  |
| 8                                           | Bullet Club (A.J. Styles e Karl Anderson) derrotou Chaos (Gedo e Kazuchika Okada)                                                                         | Luta de duplas                                                         | 11:22 |
| 9                                           | Adam Cole (c) derrotou Kevin Steen | Luta individual pelo ROH World Championship                            | 19:13 |
| (c) – Refere-se aos campeões antes da luta. | |                                                                        |       |